# Кетрін Данем
Кетрін Данем (англ. Katherine Mary Dunham, 22 червня 1909, Глен Елін, США — 21 травня 2006, Нью-Йорк, США) — американська танцюристка, хореографка, авторка пісень, акторка, антропологиня та активістка. Одна з найуспішніших танцюристок XX сторіччя, «королева-мати чорного танцю».
Будучи студенткою Чиказького університету, Данем також виступала як танцюристка, керувала школою танців і здобула ранній ступінь бакалавра з антропології. Отримавши стипендію для навчання в магістратурі, вона вирушила на Кариби, щоб вивчати африканську діаспору, етнографію та місцеві танці. Повернувшись, Кетрін Данем подала магістерську роботу на антропологічний факультет. Однак вона не виконала інші вимоги до цього ступеня, оскільки усвідомила, що її професійне покликання — це перформанс та хореографія.
На піку своєї кар'єри в 1940-х і 1950-х Данем була відома в Європі та Латинській Америці та широко популярна в США. Протягом майже 30 років вона утримувала танцювальну компанію Katherine Dunham Dance Company, єдину на той час самоокупну американську чорношкіру танцювальну трупу. За свою довгу кар'єру вона поставила понад 90 індивідуальних танців. Данем була новаторкою афроамериканського сучасного танцю, а також лідеркою у галузі танцювальної антропології (етнохореології). Вона також розробила «Техніку Данем» (Dunham Technique) — власний метод руху.